# Énantiodromie

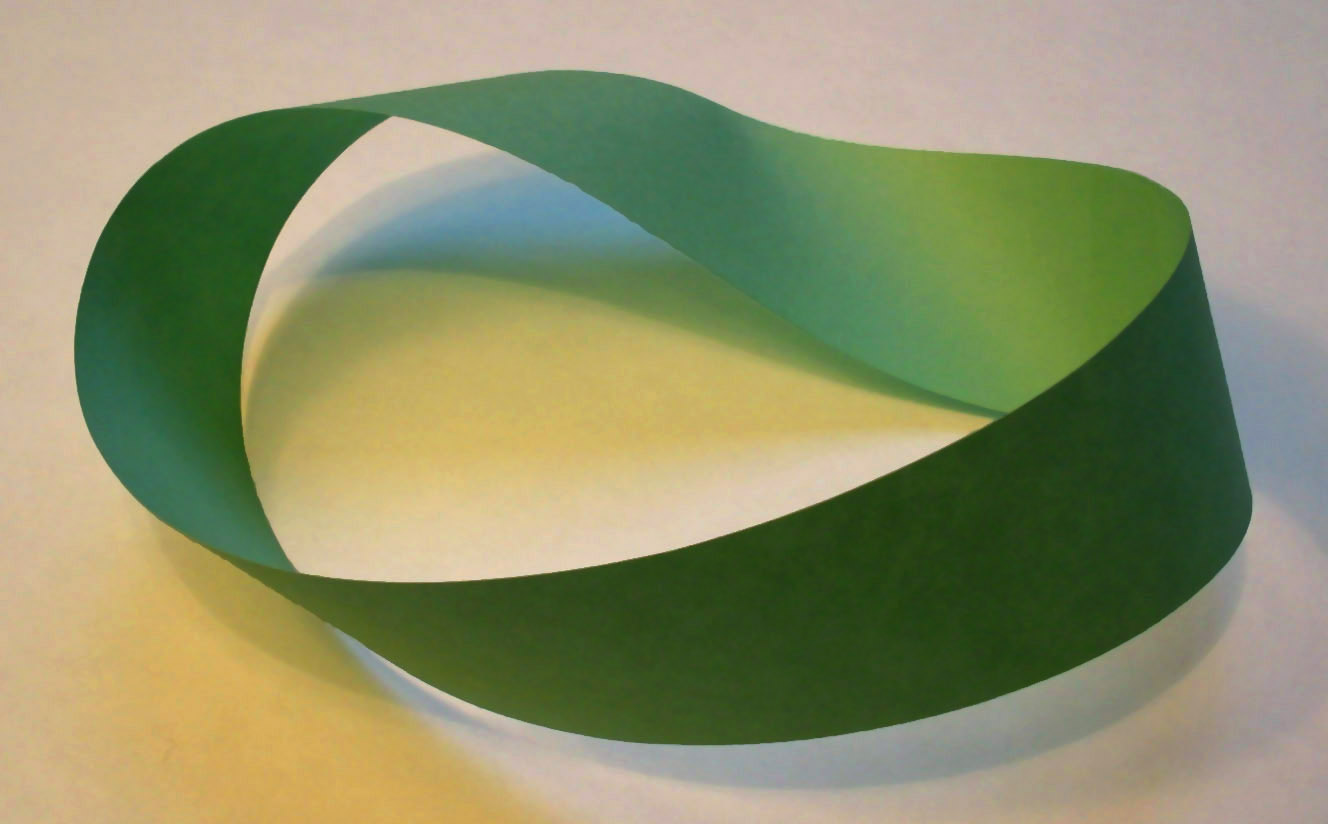
Comment une chose et son contraire peuvent être considérées comme une seule et même chose... Ici le ruban de Möbius, métaphore de l'énantiodromie.

Énantiodromie, du grec ancien ἐναντιοδρομία, composé de : ἐνάντιος, enantios (contraire) et δρόμος, dromos (course) signifie « courir en sens contraire ».
Le terme vient du philosophe grec Héraclite, qui s'en sert alors pour exprimer l'idée que, au fil du temps, tout ce qui existe évolue vers son contraire.
Par ailleurs, l'idée désigne non pas une transformation survenant dans la nature mais dans les comportements humains.
On la retrouve notamment au cœur du taoïsme, antique système philosophique chinois, basé sur les principes d'opposition et de complémentarité du yin (attention, réceptivité) et du yang (action). On la retrouve en particulier dans le Yi King (« Livre des transformations ») qui est un manuel de divination.
À partir d'Aristote et son principe de non-contradiction, le principe d'énantiodromie est globalement ignoré par la philosophie occidentale, si l'on fait exception du courant de l'alchimie et de quelques mystiques, tels Nicolas de Cues au XVe siècle ou Jakob Böhme au XVIe siècle. Cette tendance s'amplifie surtout au début du XVIIe siècle, quand l'Anglais Bacon et le Français Descartes stipulent que la raison et la logique sont au cœur des avancées de l'humanité, notamment par le biais de la science. Avec eux s'impose en Europe l'idée du progrès, évolution lente et linéaire, là où le principe d'énantiodromie est basé sur l'idée de ruptures successives.
A la fin du XIXe siècle, Nietzsche fait partie des penseurs qui remettent en cause la pensée progressiste. Mais il est le seul à appeler une alternative allant dans le sens de l'énantiodromie, le "renversement des valeurs", ceci au nom des prétentions du moi à penser par lui-même (en contestant systématiquement la pensée "dominante").
Le terme "énantiodromie" serait tombé dans l'oubli s'il n'avait été repris en 1916 par le psychanalyste suisse Carl Gustav Jung dans son ouvrage Psychologie de l'inconscient : il s'en sert pour décrire une tendance émanant de l'inconscient, allant dans le sens opposé au moi, dès lors que celui-ci adopte une position excessive, ceci précisément pour en compenser les effets. Ayant contribué à faire connaître le taoïsme en occident, ayant également étudié les écrits des alchimistes et des mystiques, ayant enfin critiqué les idées de Nietzsche, Jung fait de l'énantiodromie le centre de ses théories. Il y voit un processus psychologique siègeant dans l'inconscient et de nature ambivalente : sain et salutaire s'il est conscientisé mais source de comportements erratiques si l'inconscient n'est pas identifié comme une instance psychique autonome. Jung estime que l'énantiodromie s'observe non seulement au plan des comportements individuels mais aussi des mouvements collectifs.

## Période ancienne

### Philosophie grecque
On découvre ce concept dans les écrits d'Héraclite, à la fin du VIe siècle av. J.-C. et au début du Ve siècle av. J.-C.
Le philosophe s'en sert pour décrire les transformations qu'il observe dans l'environnement naturel. Ainsi, selon lui, la nature tend systématiquement à transformer une situation en une autre, qui lui est opposée (par exemple le jour et la nuit) et c’est à partir de là qu’elle génère un équilibre.
- « De la vie naît la mort, de la mort naît la vie ; de la jeunesse la vieillesse, de la vieillesse la jeunesse ; de la veille le rêve et du rêve la veille. Le flux de création et de destruction ne s’arrête jamais »[4].

- « Ce qui est froid se réchauffe, ce qui est chaud se refroidit, ce qui est humide sèche et ce qui est sec devient humide »[5].

- « Ils ne comprennent pas comment ce qui lutte avec soi-même peut s'accorder. L'harmonie du monde existe par tensions opposées, comme pour la lyre et pour l'arc »[5].

Dans ces passages, l'idée que les opposés coïncident entre eux est clairement exprimée, ainsi que le mouvement constant de va-et-vient entre les deux générant opposition et conflit.
Plus tard, dans le Phédon, Platon formulera lui aussi ce principe : « chaque chose résulte de cette logique, les opposés proviennent de leurs propres opposés ».

### Christianisme
L’idée d'énantiodromie est au cœur de la religion chrétienne en raison des principaux thèmes qui la traversent :
- l'incarnation : Dieu se transforme en homme ;
- la transsubstantiation : le pain de la Cène puis celui de la messe se transforme en corps du Christ ;
- la résurrection : après avoir été mis à mort, le Christ revient à la vie.

La Conversion de saint Paul (Le Caravage), vers 1600.

Et en raison de la récurrence de ces transformations du divin en humain et de l'humain en divin, le christianisme confère au concept d'énantiodromie un sens nouveau : il ne désigne plus une mutation s'opérant dans la nature (ou la matière) mais au cœur de l'âme humaine et, consécutivement, dans les comportements de celui qui se trouve ainsi transformé.
L'exemple le plus significatif est celui de la conversion religieuse : le sujet, a priori indifférent, sceptique et incrédule, voire rebelle à toute forme de religiosité, se retrouve soudainement saisi, illuminé par la foi, au moment où il s'y attend le moins.
Le cas de conversion le plus célèbre est celui de Paul de Tarse qui était un citoyen romain (alors appelé Saül) connu pour persécuter les chrétiens. Les Actes des Apôtres (contenus dans le Nouveau Testament) racontent qu'un jour, alors qu'il se rendait à Damas, il fut enveloppé par une lumière venue du ciel. Terrassé, une voix lui dit : « Saül, pourquoi me persécutes-tu ? » À partir de ce moment, l'homme se transforma radicalement et devint l’un des principaux fondateurs du christianisme. Les chrétiens identifient ce phénomène à une intervention du Saint-Esprit.
Selon Jung, le caractère soudain et renversant de la conversion (se distinguant par conséquent d'une adhésion graduelle à la religion, au terme d'une longue éducation), le fait qu'elle constitue une expérience exclusivement individuelle et qu'un nombre relativement restreint de personnes la font, tout cela lui confère un caractère à la fois "absolu" et "indiscutable",.

### Taoïsme

Le tàijí tú : Symbole de la dualité du yin et du yang.

L'idée d'énantiodromie est au cœur du taoïsme, système philosophique chinois élaboré vers le IVe siècle av. J.-C. et basé sur les principes d'opposition et de complémentarité du yin (attention, réceptivité) et du yang (action).
Pensés sur la base non seulement de l'opposition mais de la complémentarité entre ombre et lumière, le yin (représenté en noir) et le yang (représenté en blanc) finissant au IIIe siècle av. J.-C. par investir le champ de la cosmologie en tant que « puissances d'animation qui président au dynamisme de la nature et à la transformation des êtres et des choses ».
L'originalité du taoïsme est de mettre en corrélation étroite des facteurs "naturels", ou existentiels (ombre et lumière, terre et ciel, masculin et féminin…) et des facteurs comportementaux (action et réflexion, solitude et coopération…). Et l'idée centrale étant que l'harmonie nait de la recherche d'équilibre, cette recherche n'étant jamais close puisque les paramètres changent constamment avec le temps. Ainsi, ce qui peut être considéré comme opportun un jour peut être reçu comme défavorable le lendemain. Cette conception du monde est relativiste puisque les choses, dans leur intégralité, sont pensées les unes par rapport aux autres.

### Les alchimistes

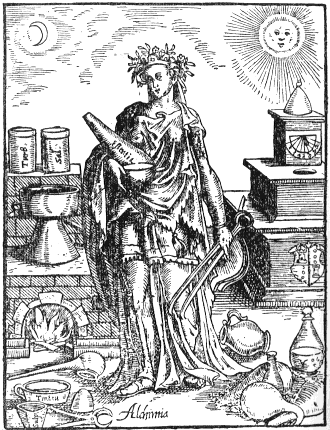
Allégorie de l'alchimie.

On entend généralement par "alchimie" « un ensemble de pratiques et de spéculations en rapport avec la transmutation des métaux », ayant eu cours de l'Antiquité à la Renaissance (en Occident). L'alchimie est souvent considérée comme l'ancêtre de la chimie mais le psychanalyste Carl Gustav Jung décèle dans la littérature alchimique autre chose que de simples opérations sur la matière : un moyen diffus, car inconscient, de prendre conscience du développement de la personnalité. Les textes sont réputés pour être "hermétiques" (difficilement accessibles à l'entendement commun) car s'exprimant au travers d'un grand nombre de symboles.
Selon Jung, l'alchimie constitue un moyen utilisé pour permettre à des contenus inconscients de devenir conscients.

### Nicolas de Cues

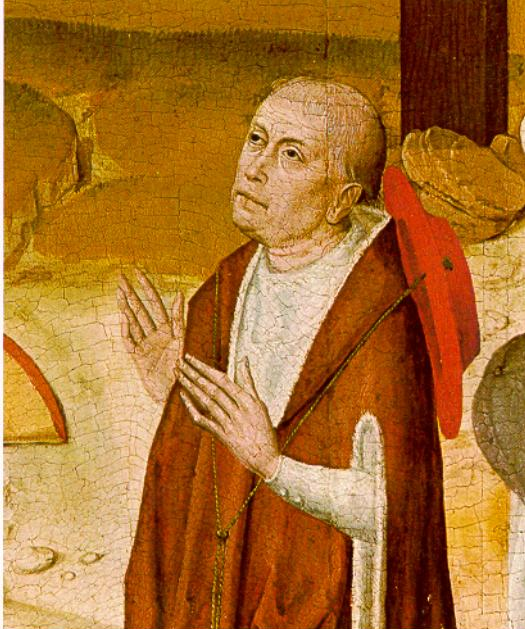
Nicolas de Cues

Au XVe siècle, Nicolas de Cues, un ecclésiastique allemand, développe l'idée d'interaction des contraires et, ce faisant, jette les bases d'une cosmologie qui constitue l'une des premières grandes alternatives non seulement à la scolastique finissante mais à la conception humaniste, qui tend alors à la supplanter.
En 1440, dans son traité La Docte Ignorance, il présente cette idée comme une révélation et la définit comme ce qui permet à la pensée de dépasser le stade de l'approche rationnelle, selon lui beaucoup trop clivante. Il remet ainsi en question la théorie de la connaissance dominante, axée sur un principe développé par Aristote et qu'il considère comme réducteur : le principe de non-contradiction. Pour les aristotéliciens, le savoir consiste à classer et définir les phénomènes en genres et en espèces. À un monde ainsi cloisonné et fini, Nicolas de Cues substitue un monde indistinct et infini. Mais cette indistinction, selon lui, ne conduit pas toutefois à l'obscurité car il ne rejette pas le principe de non-contradiction dans son intégralité mais en pose les limites et en relativise donc la portée.
On ne retrouvera que très rarement par la suite une conception du monde similaire, notamment à la fin du XVIe siècle, chez Jakob Böhme car l'essor des sciences, au début du XVIIe siècle, mettra fin à toutes les formes de mysticisme. Et il faudra attendre la fin du XIXe siècle pour que Nietzsche dénonce le rationalisme et l'idéologie du progrès comme des formes déguisées de mysticisme.

### Nietzsche

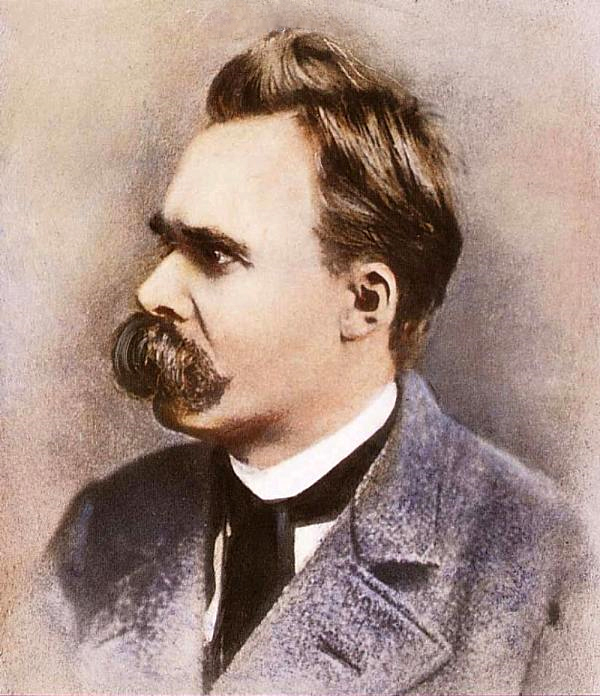
Friedrich Nietzsche

A la fin du XIXe siècle, le philosophe allemand Friedrich Nietzsche développe une thèse selon laquelle la volonté de puissance (qu'il assimile à un « élan désirant » et à une volonté de « persévérer dans son être ») constitue la quintessence de l'humanité. Et il estime que le platonisme puis le christianisme ont dénié toute dignité à cette volonté de se dépenser. Selon lui s'est ainsi opérée et affirmée une "inversion des valeurs".
Il appelle donc de ses vœux une nouvelle inversion, en vue de redonner à la pulsion de vie ses lettres de noblesse. Dans cette perspective, il développe à partir de 1881 le thème de l'Éternel retour, qu'il emprunte à Héraclite et aux philosophes stoïciens, vision selon laquelle l'histoire du monde se déroule de façon cyclique, les conceptions du monde se succédant en s'opposant à celles qui prévalaient jusqu'alors.

## Période contemporaine

### Jung et la psychologie analytique
Disciple dissident de Freud, le psychanalyste suisse Carl Gustav Jung reprend le terme en 1916 :

« Le vieil Héraclite, qui vraiment était un grand sage, a découvert la plus merveilleuse de toutes les lois psychologiques, à savoir la fonction régulatrice des contraires ; il l’a appelée énantiodromie, la course en sens opposé, ce par quoi il entendait que toute chose un jour se précipite dans son contraire. C’est ainsi que l’attitude rationnelle civilisée aboutit nécessairement à son contraire, c’est-à-dire à la dévastation irrationnelle de la civilisation. (…) L’énantiodromie, qui menace toujours quand un mouvement, de manière indiscutable, atteint au pouvoir, ne constitue pas une solution du problème, car elle est aussi aveugle dans sa tendance dissolvante que l’était précédemment l’organisation en cours d’élaboration. La loi cruelle de l’énantiodromie n’épargnera que celui qui sait se distinguer, se différencier de l’inconscient ; et cela non pas par le refoulement, dont le seul résultat est que les choses refoulées s’emparent du sujet à son insu et comme par-derrière, mais en regardant l’inconscient bien en face, comme quelque chose de nettement distinct du moi. »

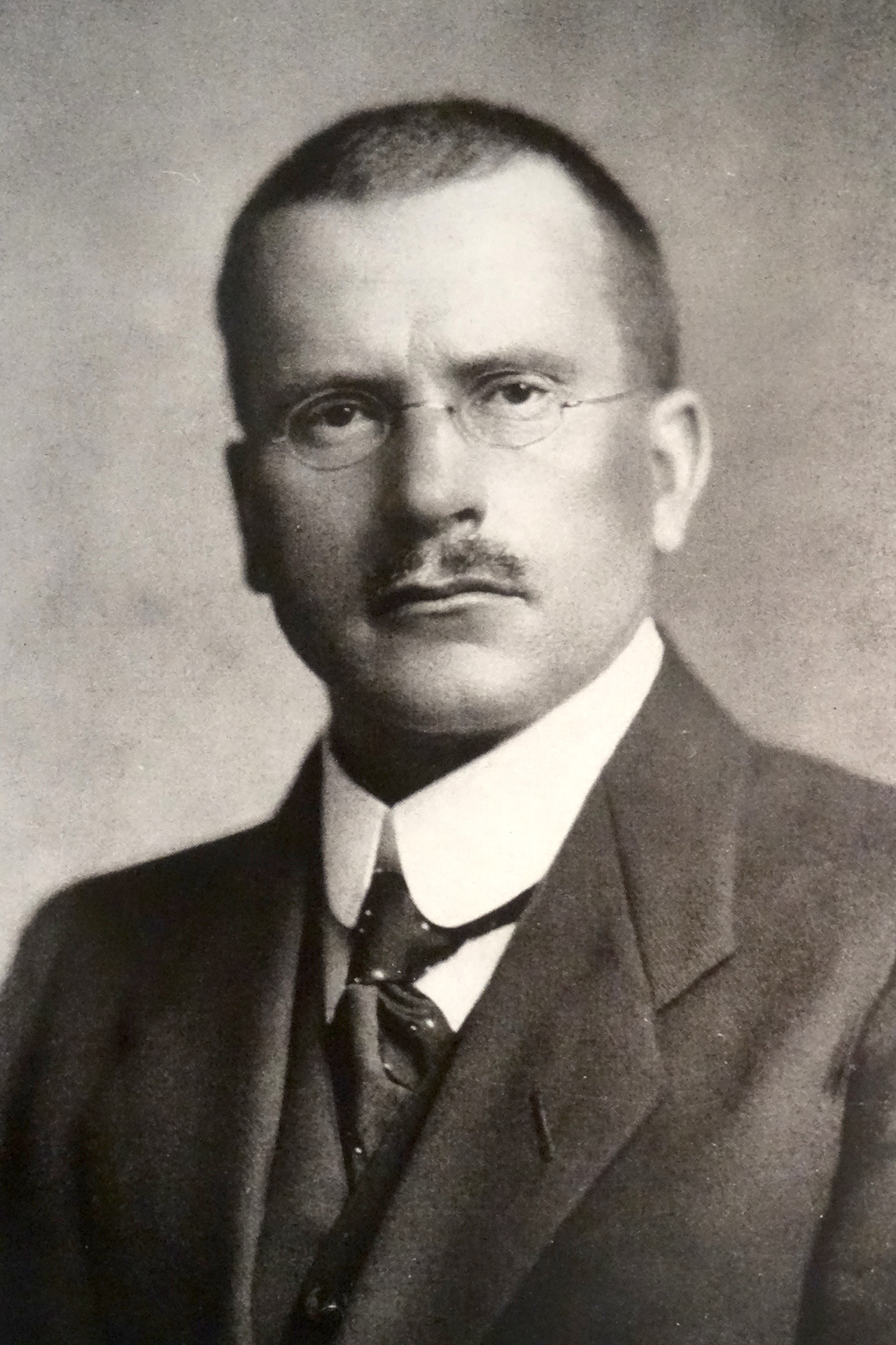
Carl Gustav Jung

En 1920, dans ses Types psychologiques, Jung donne une définition du terme plus précise :

« J'appelle énantiodromie l'apparition de la contreproposition inconsciente, notamment dans le déroulement temporel. Ce phénomène caractéristique se produit presque toujours lorsqu'une tendance extrêmement unilatérale domine la vie consciente, de sorte que peu à peu il se constitue une attitude opposée tout aussi stable dans l'inconscient : elle se manifeste d'abord par une inhibition du rendement conscient puis interrompra son orientation trop unilatérale. »

En d'autres termes, l'énantiodromie se définit par l’apparition d’un acte naissant dans l'inconscient et allant à l'encontre des souhaits du conscient dans le but de compenser ses orientations, dès lors qu'elles sont excessives. Jung définit ce moment comme une opportunité : le moment où le conscient doit impérativement se mettre à l'écoute de l'inconscient et le considérer comme un guide, de sorte que toutes les énergies s'équilibrent et que le sujet peut découvrir alors un autre versant de sa personnalité. À défaut de ce rééquilibrage, le sujet est inexorablement exposé à la névrose.
À la fin de la Seconde Guerre mondiale, Jung se penche sur le caractère collectif de l'énantiodromie.
En 1945, il écrit :

« Nous vivons aujourd'hui pour la première fois dans une nature exorcisée, privée d'âme et de dieux. (…) Les rationalisations du Siècle des Lumières ont bien dépossédé la nature de ses dieux périmés mais ont laissé en jachère les facteurs psychiques qui leur étaient liés, comme par exemple la suggestibilité, l'absence d'esprit critique, la crainte, le penchant à la superstition et aux préjugés ; en bref, tous ces facteurs qui peuvent contribuer à transformer un individu en "possédé" et se jouent de son âme. Quand la nature gît devant nous, dépouillée de l'âme qui l'habitait, les facteurs et conditionnements psychiques qui, auparavant, créaient les démons demeurent tout aussi actifs qu'ils l'étaient. Ils n'ont en réalité pas disparu pour autant, ils n'ont fait que changer de forme : ils sont devenus des puissances psychiques agissantes. »

En 1951, Jung identifie ce qu'il appelle le renversement de toutes les valeurs à une phénoménale montée en puissance du matérialisme :

« L'esprit humain a plongé profondément dans le monde sublunaire de la matière et répété ainsi le mythe gnostique du Noûs (esprit) qui, apercevant son image dans les profondeurs, se laisse descendre et se fait enlacer et engloutir par la Physis (matière). Le point culminant de ce renversement est caractérisé au XVIIIe siècle par le siècle français des Lumières, au XIXe siècle par le matérialisme scientifique et au XXe siècle par le réalisme politique et social qui fait faire à la roue de l'histoire un tour de deux mille ans en arrière (…). Le renversement de toutes les valeurs se déroule sous nos yeux. »

En 1956, Jung estime que le principe de l'énantiodromie peut s'appliquer à "l'homme de la masse", c'est-à-dire à toute une société :

« La tendance à séparer le plus possible les opposés, c'est-à-dire l'effort vers le sens univoque, est absolument nécessaire pour établir une claire conscience, car la discrimination appartient à la nature de cette dernière. Mais lorsque la séparation va si loin que l'opposé complémentaire sort du champ de vision et que l'on n'aperçoit plus le noir dans le blanc, le mal dans le bien, la profondeur dans la hauteur, etc., on parvient à une vision unilatérale qui est compensée par l'inconscient sans notre concours. Ce phénomène se produit en quelque sorte contre notre volonté qui, par suite, s'agite d'une façon toujours plus fanatique pour aboutir finalement à l'énantiodromie catastrophique. La sagesse par contre n'a jamais oublié que les choses ont deux faces : elle saurait donc empêcher de semblables malheurs si elle avait quelque pouvoir. Mais le pouvoir n'est jamais en la possession de la sagesse. Il est toujours placé au centre de l'intérêt collectif et, de ce fait, accompagne toujours la stupidité de «l'homme de la masse». »

En 1957, Jung considère que l'énantiodromie collective se manifeste puis s'accentue du fait de la massification de la société. Selon lui, l'esprit critique d'un individu s'émousse inexorablement dès lors qu'il n'entreprend pas un travail de connaissance de soi et ne prend pas assez ses distances avec la sphère collective. Passé un certain seuil, il est livré au déterminisme social et à toutes sortes de conformismes :

« Les dons de raison et de réflexion critique ne sont pas les qualités foncières de l'homme, même là où elles sont présentes, elles s'avèrent instables, inconstantes, volontiers vacillantes et cela — en règle générale — proportionnellement à l'ampleur des groupes politiques. Ce qui pourrait encore subsister de réflexion, de compréhension et de perspicacité chez l'individu se trouve écrasé par la masse. »

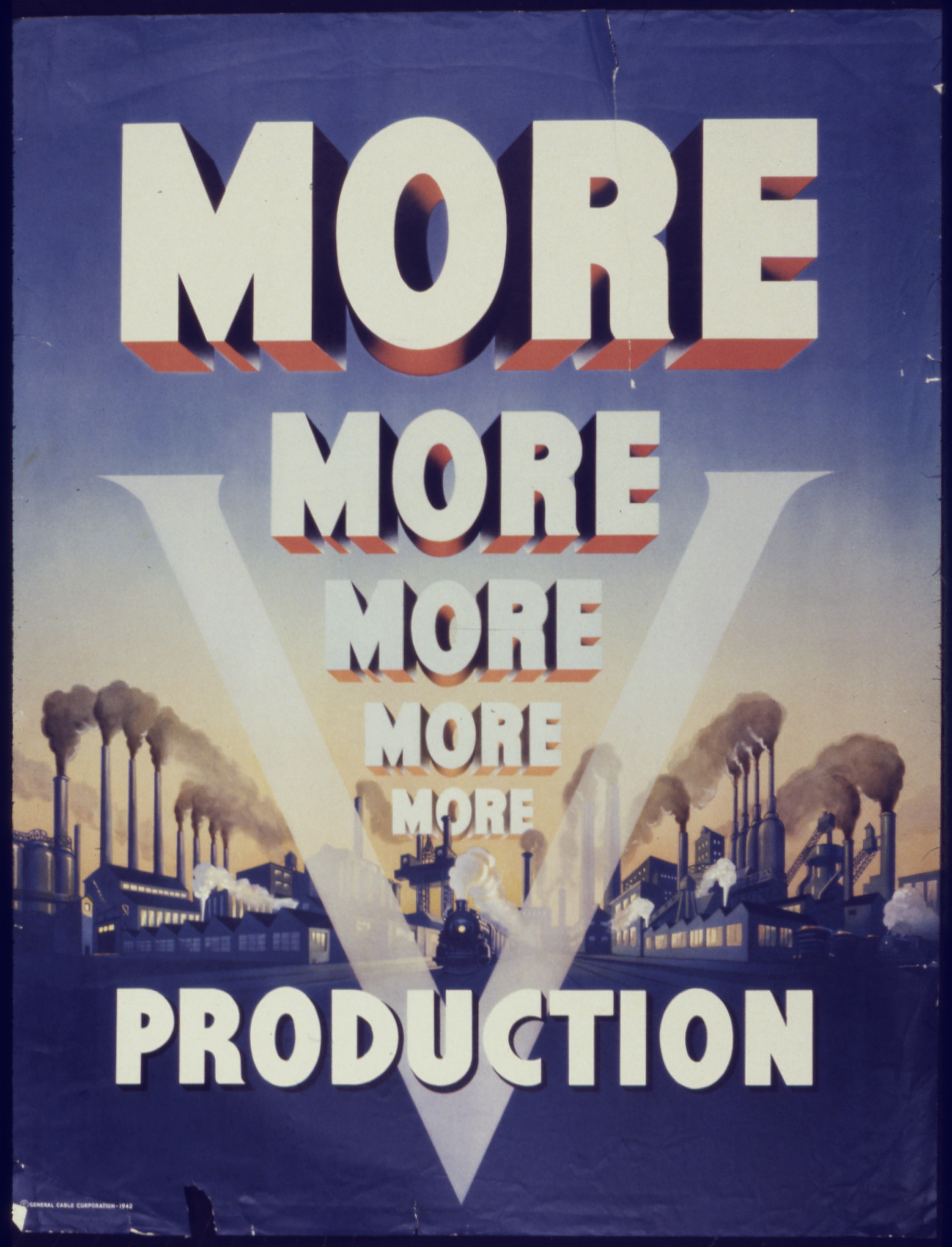
Selon Jung, l'Occident est passé en peu de temps du christianisme à un matérialisme étroit : "à la place d'une différenciation morale et spirituelle de l'individu surgissent la prospérité publique et l'augmentation du niveau de vie".
Image : poster américain appelant à augmenter les cadences de production durant la Seconde Guerre mondiale.

Selon lui, le problème vient du fait que la grande majorité des individus croient se connaître : « On confond en général la connaissance de soi avec la connaissance de son moi conscient, que l'on tient pour sa personnalité. Quiconque dispose tant soit peu de conscience de son moi croit naturellement avec la plus grande assurance se connaître. Or le moi ne connait que ses propres contenus : il ignore tout de l'inconscient et de ses teneurs. L'individu mesure en général la connaissance qu'il a de lui-même à la moyenne de connaissance de soi qu'il rencontre chez les êtres qui constituent son environnement social et non aux données psychiques réelles qui, pour la plus grande part, lui sont cachées ».
Selon Jung, donc, l'énantiodromie collective tient au fait que plus les individus "modernes" croient se connaître, plus ils s'égarent ; et plus ils se croient libres, plus ils s'aliènent aux environnements qu'ils se sont créés, les grandes technostructures, en premier lieu l'État :

« En lieu et place de l'être individuel et concret surgissent les noms d'organisations, au faîte desquelles figure la notion abstraite de l'État, incarnant le principe de la réalité politique. Il en résulte immanquablement que la responsabilité morale de l'individu est remplacée par la raison d'État. A la place d'une différenciation morale et spirituelle de l'individu surgissent la prospérité publique et l'augmentation du niveau de vie. Dans cette perspective, le but et le sens de la vie individuelle (qui, il faut insister, est la seule vie réelle) ne réside plus dans le développement et la maturation de l'individu mais dans l'accomplissement d'une raison d'État, imposée à l'homme du dehors, donc dans la réalisation d'un concept abstrait qui a tendance en définitive à tirer à lui toute la vie. L'individu se voit privé de plus en plus des décisions morales de la conduite et de la responsabilité de sa vie. En contrepartie, il se retrouve, en tant qu'unité sociale, régenté, administré, nourri, vêtu, éduqué, logé, dans des unités d'habitation confortables et conformes, amusé selon une organisation des loisirs préfabriquée… l'ensemble culminant dans une satisfaction et un bien-être des masses qui constitue le critère idéal. (…) Quiconque ne regarde que vers l'extérieur et les grands nombres se dépouille de tout ce qui pourrait l'aider à se défendre contre le témoignage de ses sens et contre sa raison. Or c'est malheureusement ce que le monde entier est en train de faire. »

Jung considère qu'un deuxième facteur contribue à conférer à la mutation de la société une dimension asservissante, le progrès technique, ou plus exactement l'idéologie du progrès : « L'homme est l'esclave et la victime des machines qui conquièrent pour lui l'espace et le temps. Il est opprimé et menacé au suprême degré par la puissance de ses techniques de guerre qui devraient protéger et assurer son existence physique ».
Après sa mort, en 1961, le concept d'énantiodromie devient central dans tout le courant de la psychologie analytique. Ainsi, Paul Watzlawick le reprend en 1981, dans L'invention de la réalité (un ouvrage collectif placé sous sa direction) puis en 1988, dans Les Cheveux du baron de Münchhausen,.

### La technocritique
Durant la première moitié du XXe siècle, un certain nombre de romans d'anticipation — par exemple R. U. R., du Tchèque Karel Čapek (en 1921) ou 1984, de l'Anglais George Orwell (en 1949) — expriment l'idée que le progrès technique, longtemps associé à l'idée d'émancipation, s'est métamorphosé en son contraire : il est désormais la source de profonds dysfonctionnements (aliénation aux machines, guerres et totalitarisme…).

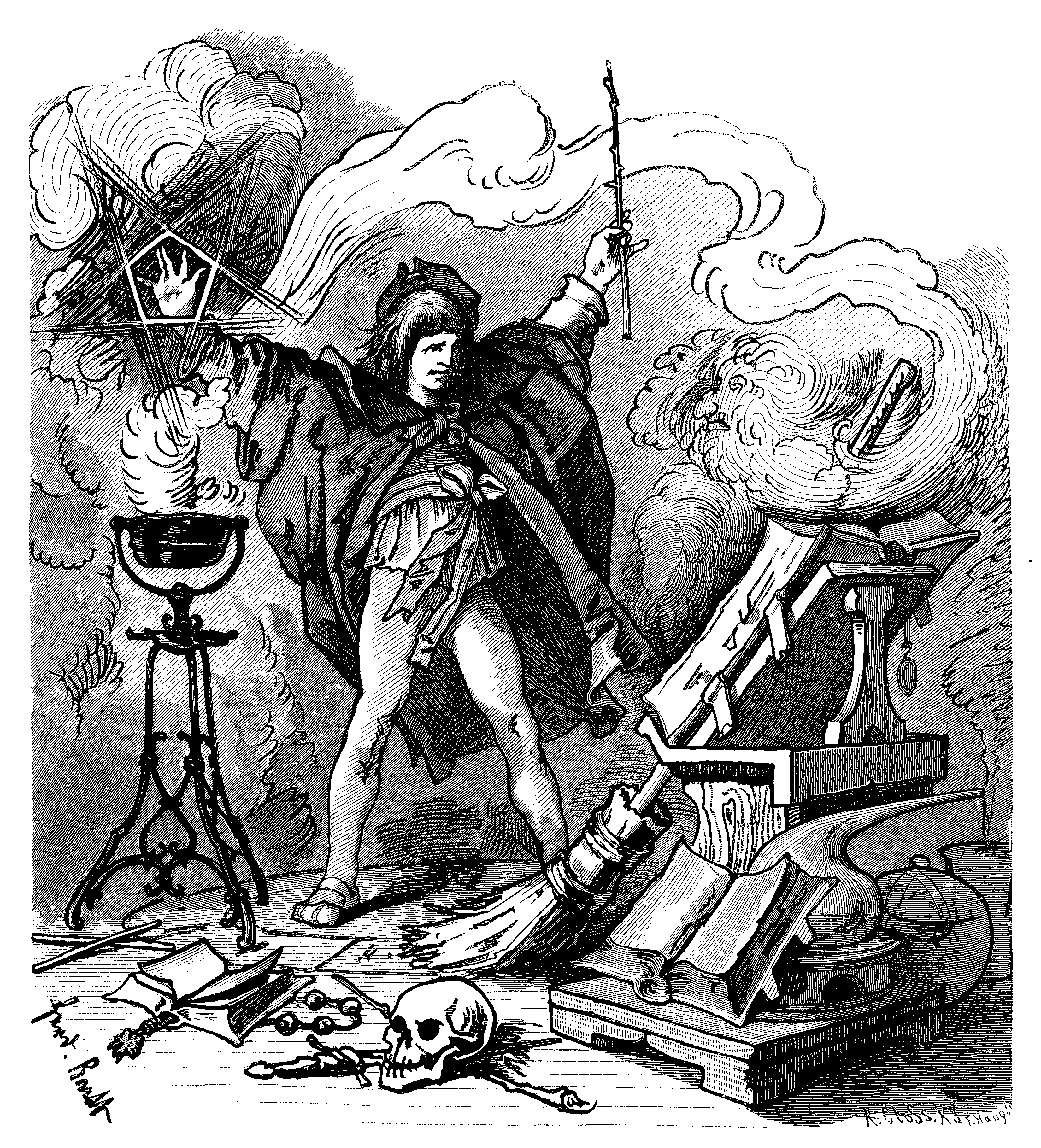
Le thème de l'Apprenti sorcier (tiré d'un poème de Goethe) pose la question : les hommes ne peuvent-ils pas se trouver un jour dépassés par les outils qu'ils ont conçus pour maîtriser la nature ?

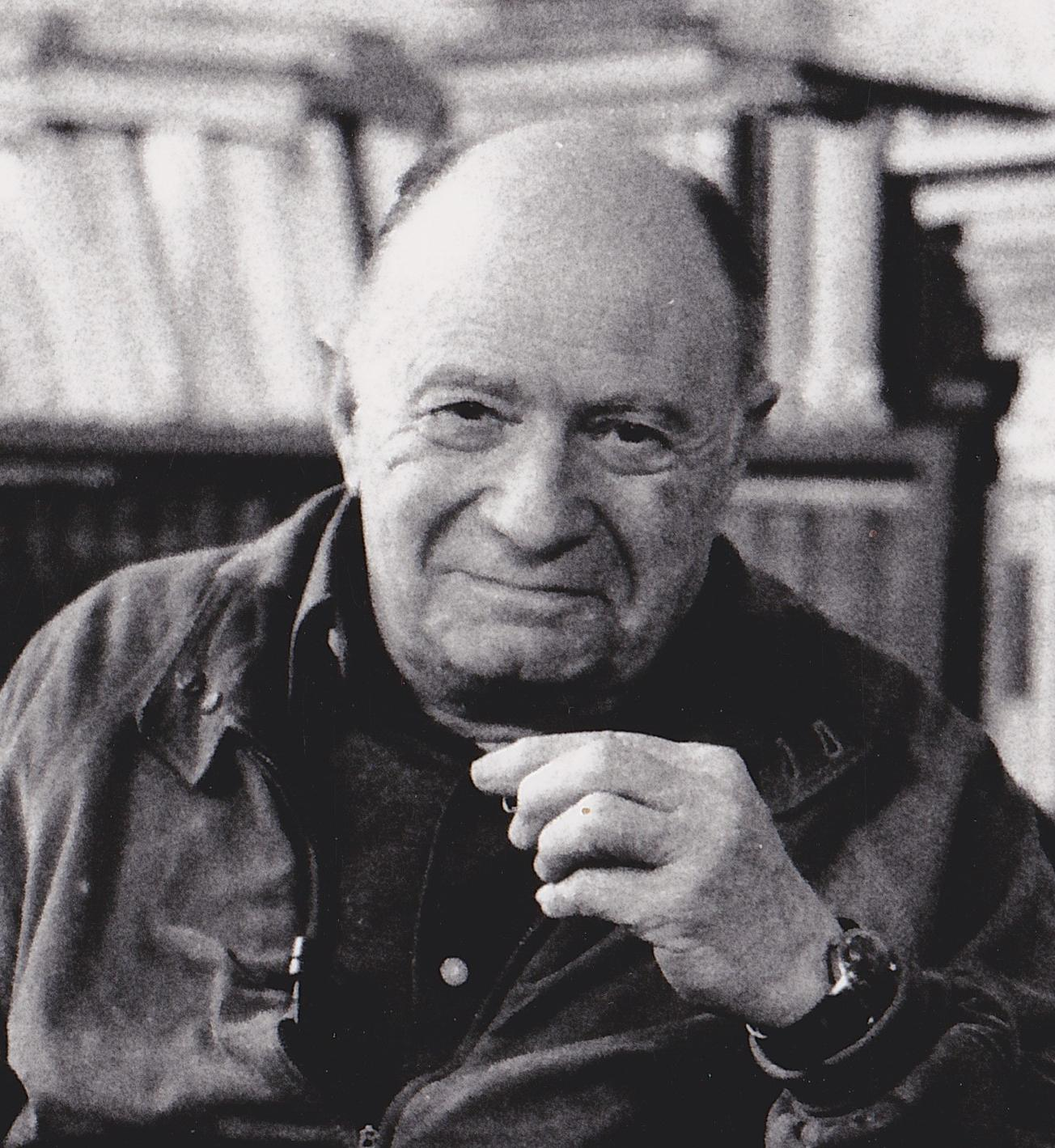
Jacques Ellul

Au fil de la seconde moitié du siècle, certains penseurs technocritiques, notamment Bernard Charbonneau, Jacques Ellul et Ivan Illich, estiment que l'homme moderne se retrouve dépassé par ses artéfacts à force d'avoir voulu s'en servir pour dominer la nature. Charbonneau qualifie l'époque de "grande mue" et Ellul estime que la technique est devenue un processus autonome : elle pouvait autrefois être définie comme "un ensemble de moyens permettant d'atteindre une fin" mais, à force que les humains recherchent en elle "l'efficacité maximale en toutes choses", ils l'ont érigée en "finalité suprême".
Se référant parfois à Jung, Ellul estime comme lui que ce renversement profond des valeurs tient pour l'essentiel au fait que l'humanité est passée très rapidement d'une phase religieuse à une phase étroitement matérialiste : outre le fait qu'ils sacralisent la technique, les individus « attendent tout de l'État ». Il explique cette double aliénation par le fait que « l’homme n’est pas du tout passionné par la liberté, comme il le prétend : (…) beaucoup plus constants et profonds sont les besoins de sécurité, de conformité, d’adaptation, de bonheur, d’économie des efforts… et l’homme est prêt à sacrifier sa liberté pour satisfaire ces besoins ».

Tout comme Jung, Ellul pense que si le "progrès" ne peut plus être reçu comme une promesse d'émancipation mais — au contraire — comme une source de risques et de nuisances, cela est dû au fait qu'inconsciemment, les hommes projettent sur la Technique et l'État des désirs de puissance considérables : « ce n'est pas la technique qui nous asservit mais le sacré transféré à la technique, qui nous empêche d'avoir une fonction critique et de la faire servir au développement humain. Ce n'est pas l'État qui nous asservit, même policier et centralisateur, c'est sa transfiguration sacrale ».
Dans le même registre de pensée, Ivan Illich développe l'idée qu'au delà d'un certain seuil, un procédé conçu pour augmenter la productivité devient contre-productif.
Plus récemment, Christophe Faurie, spécialiste de la conduite du changement, estime que « l’énantiodromie est le mal de l’utopie ou de l'idéologie. Lorsque l’on veut construire un monde idéal, on obtient son contraire. C’est en quelque sorte la revanche de la « nature » sur le désir humain de lui substituer un univers totalement contrôlé ».

### Lien vidéo
- La conjonction des opposés d'Héraclite à Carl Gustav Jung, Michel Cazenave, continents-interieurs.info, 27 janvier 2013